# Sándor Garbai
Sándor Garbai (27. března 1879, Kiskunhalas – 7. listopadu 1947, Paříž) byl maďarský sociálnědemokratický politik a prezident komunistické Maďarské republiky rad.

## Funkce prezidenta
Ve funkci prezidenta byl krátce, jen pod dobu existence MRR, od 21. března do 1. srpna 1919. Předtím byl jedním z členů Maďarské národní rady.